# Die Verlegerin
Die Verlegerin (Originaltitel The Post, Arbeitstitel: The Papers) ist ein Historiendrama von Steven Spielberg, das am 22. Dezember 2017 in ausgewählte US-amerikanische Kinos und am 22. Februar 2018 in die deutschen Kinos kam. Der Film thematisiert die Geschehnisse rund um die Veröffentlichung der Pentagon-Papiere im Jahr 1971. Die Verlegerin erhielt Oscar-Nominierungen als bester Film sowie mit Meryl Streep als beste Hauptdarstellerin.

## Handlung
Katharine „Kay“ Graham hat den Job nie gewollt, doch nach dem Tod ihres Mannes muss sie die Posten als Chefin der renommierten Washington Post und als Vorstandsvorsitzende des Verlages übernehmen. Dies ist in dem von Männern dominierten Vorstand keine leichte Aufgabe, und anfänglich bringt sie in den Sitzungen kein Wort heraus. Die Washington Post plant ihren Börsengang.
Eines Tages im Jahr 1971 landen geheime und brisante Informationen auf dem Schreibtisch von Ben Bradlee, dem Chefredakteur der Washington Post. Diese sind zuvor bereits der New York Times zugespielt worden. Es geht in den von einem Pentagon-Mitarbeiter kopierten Unterlagen um die Verschleierung von Informationen darüber, dass der Vietnam-Krieg aus anderen als den bislang bekannten Gründen begonnen wurde und nicht zu gewinnen sei. Dies haben der amtierende Präsident und seine drei Vorgänger stets verschwiegen.
Die Verantwortlichen der Washington Post stehen nun vor der Entscheidung, ob sie den Inhalt dieser Papiere und damit den Skandal öffentlich machen und von der gezielten Desinformation berichten sollen oder nicht. Da es sich um Geheimdienstinformationen handelt, befürchten sie, wegen Hochverrats im Gefängnis zu landen. Dennoch gibt Graham letztendlich ihre Zustimmung, auch wenn sie freundschaftliche Beziehungen zu Menschen pflegt, die in den Papieren belastet werden, denn Bradlee hat ihr klargemacht, dass es Pflicht der Presse sei, die Wahrheit zu drucken, und sich eine freie Presse auch von der Regierung nicht erpressen lassen darf.
Die Veröffentlichung weiterer Inhalte der Pentagon-Papiere sorgt für Aufruhr im Weißen Haus. In der nun folgenden Gerichtsverhandlung, in der das Urteil zugunsten der beiden Zeitungen ausfällt, geht es nicht nur um das Recht der Presse, Fakten wahrheitsgemäß darzustellen, sondern auch um das Recht der Journalisten, ihre Quelle geheim zu halten. Aus Wut über die Washington Post ordnet Nixon an, Reporter oder Fotografen der Zeitung nicht mehr in das Weiße Haus zu lassen.
In der letzten Szene des Films entdeckt der Wachmann Frank Wills, dass offenbar gerade jemand in das Büro der Demokraten im Watergate-Gebäude einbricht.

## Filmanalyse, Themen und Motive

### Historischer Hintergrund und Filmtitel
Als Pentagon-Papiere, im Film The Papers genannt, bezeichnet man ein ehemals geheimes Dokument des US-Verteidigungsministeriums, dessen teilweise Veröffentlichung 1971 durch die New York Times gegen den Widerstand der Regierung aufgrund einer Entscheidung des Supreme Court, des höchsten amerikanischen Gerichts, erfolgte und die Desinformation der US-amerikanischen Öffentlichkeit in Bezug auf den Vietnamkrieg aufdeckte. Entgegen den Beteuerungen beteiligter Politiker erfuhren die Menschen, dass dieser Krieg im Rahmen der Bekämpfung des Kommunismus schon vor dem offiziellen Eingreifen der USA geplant war, die zwar nach Beendigung des Engagements Frankreichs in Indochina zunehmend Militärberater nach Südvietnam geschickt hatten, aber über die Jahre hinweg verneinten, dort selbst Krieg führen zu wollen. Im Jahr 1964 wurde mit der Vortäuschung eines Angriffs Nordvietnams im Golf von Tonkin, bekannt als „Tonkin-Zwischenfall“, bei der US-amerikanischen Bevölkerung bewusst die Bereitschaft zum Krieg erzeugt, umgehend Truppen ins Land verlegt und ein Krieg begonnen. Das Bekanntwerden dieser Informationen bzw. das Aufdecken dieser Hintergründe trug wesentlich zur Beendigung des Krieges bei.

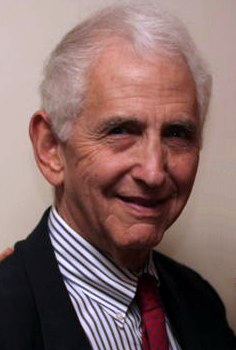
Daniel Ellsberg kopierte 1971 die Pentagon-Papiere

Es war Daniel Ellsberg, ein hochrangiger Mitarbeiter im Verteidigungsministerium, der an den Vorarbeiten des Bombenkrieges beteiligt war, der das 7000-seitige Dokument im Sommer 1971 unter Mithilfe seiner Kinder kopierte und nach Versuchen der US-Regierung unter Nixon, die Pressefreiheit einzuschränken, von der New York Times und der Washington Post in Teilen publizieren ließ. Die Pentagon-Papiere waren im Auftrag des damaligen Verteidigungsministers Robert McNamara erstellt worden, und der offizielle Titel des Berichts lautet Report of the Office of the Secretary of Defense Vietnam Task Force. Nachdem darüber eine Gerichtsverhandlung beim Obersten Gerichtshof der USA begonnen hatte, versuchte Ellsberg die Veröffentlichung auf andere Weise herbeizuführen und sie durch ein Mitglied des Kongresses zu erreichen, wobei er den demokratischen Senator Mike Gravel dazu überreden konnte, in einer Sitzung des Bauausschusses (dessen Vorsitzender er damals war) im Juni 1971 einen nicht unerheblichen Teil der Pentagon-Papiere per Filibuster vorzutragen. Ellsberg wurde trotzdem zunächst als Spion nach dem Espionage Act von 1917 angeklagt. Ihm drohten 115 Jahre Haft. Das Gerichtsverfahren gegen ihn wurde später unter anderem auch deswegen eingestellt, weil das von Nixon auf Ellsberg angesetzte Team, das durch einen Einbruch bei dessen Psychiater darauf hoffte, kompromittierendes Material in die Hände zu bekommen, das gleiche mit illegalen Methoden arbeitende Team war, das rund ein Jahr später von Nixon auch für den (gescheiterten) Watergate-Einbruch eingesetzt wurde. Ellsberg hatte vor der Veröffentlichung der Pentagon-Papiere Kontakt zur Friedensbewegung bekommen und engagierte sich später weiterhin politisch.
Im Original heißt der Film The Post, weil es die Washington Post war, die publizistisch Stellung zu dem geheimen Dossier über die militärischen Ziele in Südostasien bezog, das von den Regierungen Harry Trumans bis Lyndon B. Johnsons getragen wurde. Der deutsche Filmtitel Die Verlegerin bezieht sich auf die im Jahr 2001 verstorbene Herausgeberin der Washington Post Katharine Graham, die einer alten Mediendynastie entstammte und die erste Frau war, die in einer solchen Funktion eine große US-amerikanische Zeitung leitete. Susanne Ostwald von der Neuen Zürcher Zeitung bemerkt, mit dem deutschen Verleihtitel sei die schöne Doppelbedeutung des Originals abhandengekommen, da The Post sowohl die Zeitung als auch den Posten ihrer Leitung bezeichnet und Spielberg nicht nur von der Verteidigung der Pressefreiheit, sondern auch von einer Frau erzähle, die sich im maskulinen Machtgefüge durchsetzt.
Es war die New York Times, die als erste amerikanische Zeitung Auszüge aus den Papieren druckte. Nach heftigen Debatten mit der Rechtsabteilung der Zeitung gab der Herausgeber Arthur Ochs Sulzberger schließlich grünes Licht für die Veröffentlichung, sodass der erste Artikel von Neil Sheehan, nachdem der Chefredakteur seinen dazugehörigen Kommentar per Telefon diktiert hatte, am 13. Juni 1971 in der New York Times erscheinen konnte. Für diesen und zwei weitere Artikel erhielt die Zeitung im darauf folgenden Jahr in der Kategorie Public Service den Pulitzer-Preis für Journalismus. Nach den drei Artikeln ließ Nixon dann weitere Zeitungsartikel verbieten – ein bis dahin beispielloser Fall von Zensur in der US-Geschichte.

### Enthüllungsjournalismus und Pressefreiheit

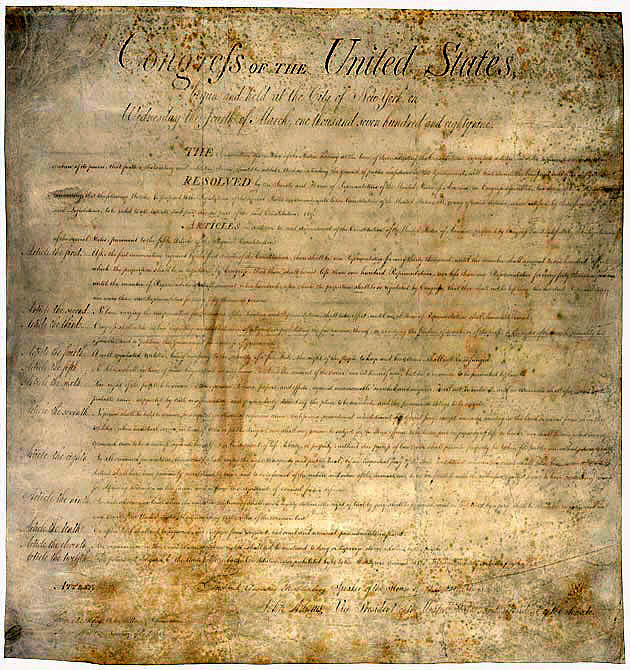
Gleich im ersten Absatz der Bill of Rights wird den Menschen der Vereinigten Staaten Meinungs- und Pressefreiheit garantiert

Senator Gravel, der von Daniel Ellsberg die Pentagon-Papiere zugespielt bekam, konnte als Kongressmitglied politische Immunität in Anspruch nehmen und für seine Rede im Bauausschuss nicht strafrechtlich verfolgt werden. Am folgenden Tag wurden vom Obersten Gerichtshof die Veröffentlichungsverbote als nicht verfassungsgemäß aufgehoben, weil das Geheimhaltungsinteresse des Staates an von Whistleblowern gelieferten geheimen Regierungsdokumenten im Zweifelsfall hinter dem Interesse der Öffentlichkeit und der Pressefreiheit zurückstehen müsse. Die Pentagon-Papiere hatten die Pressefreiheit gestärkt und waren nicht zuletzt Anlass für die Verabschiedung des Freedom of Information Act, der Zivilpersonen auf Anfrage Einblick in US-Regierungsdokumente ermöglicht.
Er habe mit Die Verlegerin einen patriotischen Film gedreht, keinen parteipolitischen, so Regisseur Steven Spielberg: „Nicht als Demokrat, sondern als jemand, der an die Pressefreiheit glaubt, an Journalismus.“ Sein Film sei auch als Gegenmittel zu dem Begriff Fake News zu verstehen: „Die Helden meines Films sind Journalisten, und sie sind die wahren Helden.“ Spielberg stellt in seinem Film Fragen darüber, welchen Wert Journalismus noch habe, wenn er nicht mehr unabhängig sei, und wie weit Journalisten gehen dürften, Informationen, die eine Regierung zurückhielte, zu veröffentlichen – insbesondere, wenn hierdurch Leben geschützt werden könnten. Andererseits standen bei einer Veröffentlichung des Dossiers die Existenz der Zeitung und die Arbeitsplätze der Mitarbeiter auf dem Spiel, wenn das Bundesgericht die Pressefreiheit nicht über die Interessen der Regierung gestellt hätte. In dem Urteil des Obersten Gerichtshofs der Vereinigten Staaten vom 30. Juni 1971 wurde jedoch die einstweilige Verfügung der Nixon-Regierung gegen die Veröffentlichung geheimer Dokumente zum Verlauf des Vietnamkriegs in der New York Times und der Washington Post aufgehoben. Die Begründung war, nicht die journalistische Veröffentlichung von Informationen, sondern die staatliche Unterdrückung derselben stelle einen Verfassungsverstoß dar.
Immer wieder wurde der Film von Kritikern nicht nur als ein packender Polit-Thriller beschrieben, der den richtigen Ton zwischen Heldenkino und mahnendem Zeigefinger findet, sondern auch als Plädoyer für Pressefreiheit. Auch David Kleingers von Spiegel Online schreibt, der Film zeige, wie unverzichtbar eine freie Presse sei, denn in dem mitreißenden Plädoyer für eine freie Presse als Garant der Demokratie transzendiere Die Verlegerin immer wieder den eigenen Handlungshintergrund der Vietnamkriegsära, um auf die unmittelbare Gegenwart Amerikas unter der Trump-Administration zu verweisen. Auch andere Kritiker bemerkten, wie aktuell das Thema des Films gegenwärtig sei, wo sich die Pressefreiheit überall auf dem Globus massiven Anfeindungen ausgesetzt sehe. Andreas Busche vom Tagesspiegel meint: „Der Fall hat natürlich brennende Aktualität in einer Zeit, in der im Weißen Haus ein Präsident sitzt, der die ‚Fake Medien‘ zum Staatsfeind Nummer Eins erklärt. Die Enthüllungen der Pentagon-Papiere besitzen aber noch andere Facetten; die nicht minder faszinierende Geschichte des Whistleblowers Daniel Ellsberg etwa, der die Dokumente der ‚Times‘ zuspielte, unterschlägt Spielberg weitgehend.“ Zehn Monate seien zwischen der Lektüre des Drehbuchs und dem Kinostart in den USA vergangen, so Spielberg, und plötzlich sei da wieder eine Regierung gewesen, die die Presse zum Feind erklärt habe. Patrick Heidmann bemerkt, dabei sei der Journalismus seit Jahrhunderten als fester Bestandteil im System der Gewaltenteilung der Demokratie etabliert, auf den man sich als Nachrichtenquelle verlasse.

### Die Rolle der Frau in der Medienwelt

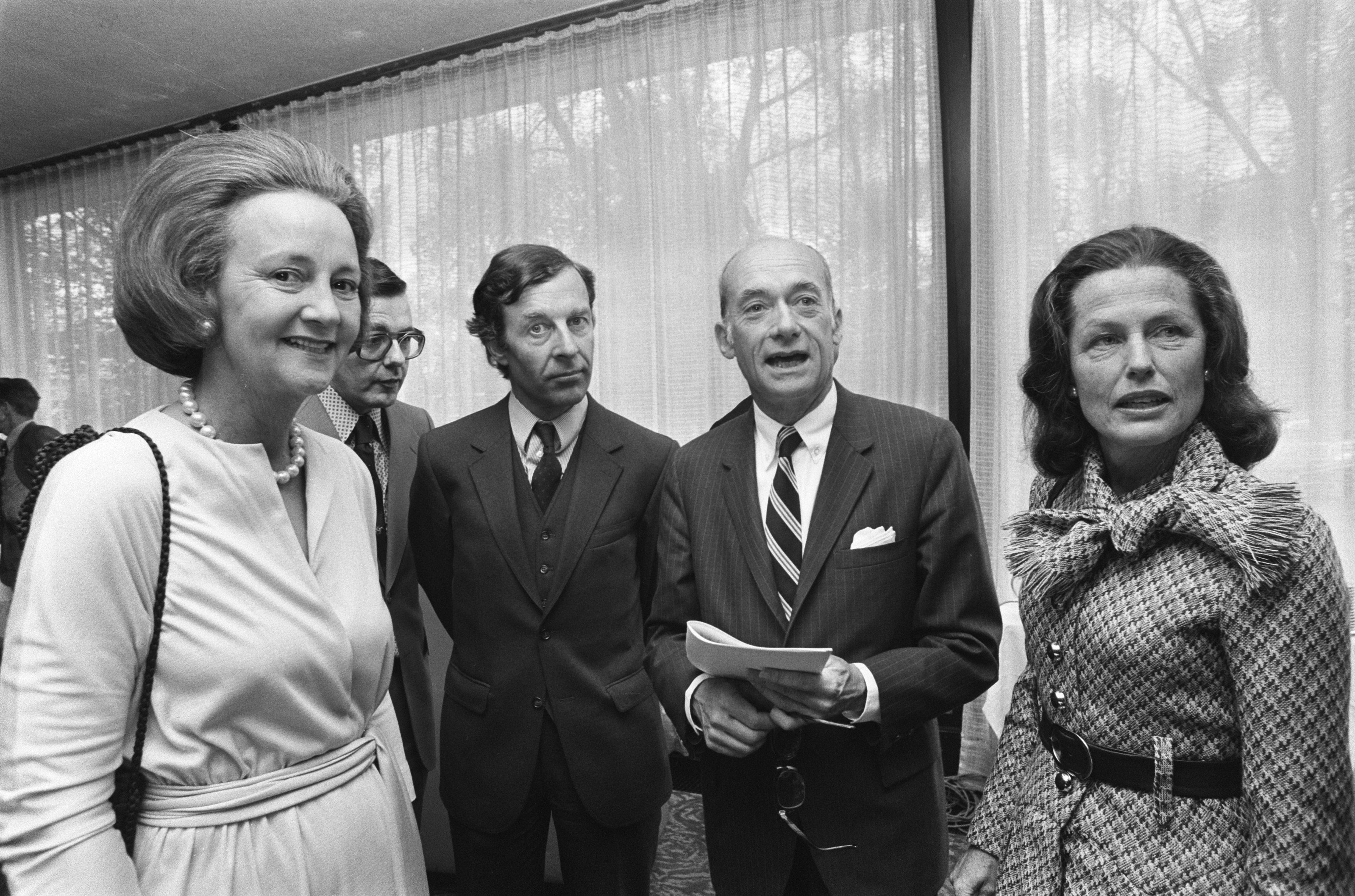
Katharine „Kay“ Graham, hier links im Bild, bei einem Treffen mit internationalen Medienvertretern

Katharine „Kay“ Grahams Vater Eugene Meyer hatte die Washington Post 1933 erworben und zu einer angesehenen Zeitung ausgebaut. Als sie 1963 nach dem Tod ihres Vaters und dem Suizid ihres Mannes Philip Graham die Verlagsführung der Washington Post erbte, wirkte sie wie eine der vielen Ausnahmen von der Emanzipation ihrer Zeit, eine Frau, die sich von Männern nicht nur beraten, sondern auch leiten ließ. Dies änderte sich, als ihre Zeitung 1971 in den Besitz der Pentagon-Papiere geriet. Von der Deutschen Film- und Medienbewertung wurde Die Verlegerin als besonders wertvoll ausgezeichnet, auch weil Spielberg mit dem Film einen großen Moment der Emanzipation auf die Leinwand bringe: „‚Die Verlegerin‘ handelt sowohl von der Wichtigkeit einer unabhängigen Presse wie auch von der Rolle, die Frauen bisweilen noch heute in der Wirtschaft zugestanden wird.“ Weiter heißt es in der Jury-Begründung, Meryl Streep verkörpere mit jeder Faser ihres Körpers eine Frau, die sich zunächst in das 1970er Jahre-Rollenverständnis einer Frau fügt und nicht traut zu sein, wozu sie sich eigentlich berufen fühlt.
Mitte Januar 2018, anlässlich der Premiere des Films im Rahmen eines Treffens von Regisseur Steven Spielberg, Hauptdarsteller Tom Hanks, Axel Springer-Vorstandschef Mathias Döpfner und Friede Springer in Paris, bei dem über die Freiheit der Presse, ihre Rolle und ihre Bedrohung gesprochen wurde, hatte die deutsche Verlegerin erklärt, die Autobiografie Personal History von Kay Graham gelesen zu haben, als sie die Geschäfte übernahm, nachdem ihr Ehemann Axel Springer 1985 gestorben war.

## Produktion

### Stab und Besetzung

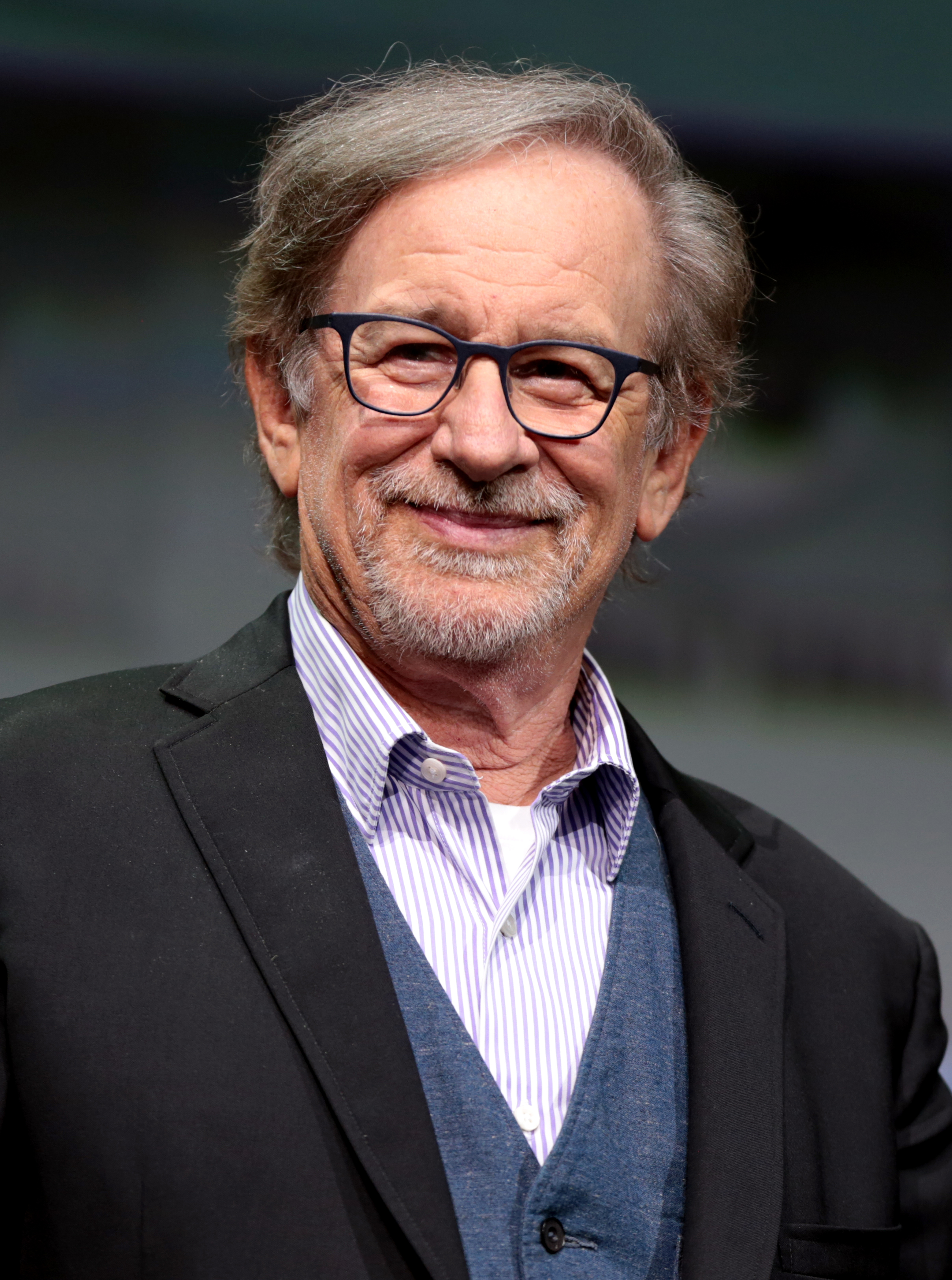
Direkt nach Drehschluss von Ready Player One begann Steven Spielberg mit der Arbeit an Die Verlegerin

Regie führte Steven Spielberg, der das ursprüngliche Drehbuch von Debütautorin Liz Hannah durch Josh Singer überarbeiten ließ. Spielberg hatte das Drehbuch nach Donald Trumps Wahlkampf und seinem Amtsantritt im Februar 2017 gelesen, und die Relevanz, die diese Geschichte aus dem Jahr 1971 im neuen politischen Klima der Vereinigten Staaten hatte, seien für ihn nicht zu übersehen gewesen. Für ihn sei diese Geschichte auch eine feministische, sagte der Regisseur, der seit den 1970er Jahren bevorzugt mit weiblichen Filmproduzenten zusammenarbeitet: „Ich wollte zeigen, wie unglaublich schwierig es sogar noch 1971 war, als Frau eine Firma zu leiten. Obwohl die Frauenbewegung da längst im vollen Gange war. Man könne nur den Kopf schütteln, sagt Spielberg. Da sitzt eine Frau in ihrer eigenen Vorstandsetage – und die Männer, die für sie arbeiten, ignorieren sie, wenden sich lieber dem Mann neben ihr zu.“ Alle hätten ihren Vater und ihren Mann geliebt, so Spielberg weiter, doch als Kay Graham nach dessen Tod die Zügel selbst in der Hand hatte, sei sie erst mal unsichtbar gewesen und habe erst durch die Veröffentlichung der Pentagon-Papiere ihre Stärke gefunden.
Bis August 2017 sollte der Titel des Films The Papers lauten, wurde jedoch im englischen Original in The Post umbenannt. Die Drehbuchautoren stützten sich bei ihrer Arbeit vor allem auf die Memoiren Kay Grahams und des damaligen Washington-Post-Chefredakteurs Ben Bradlee. Dennoch erlaubten sie sich ein paar Freiheiten. In den USA wurde ihnen vorgeworfen, dass die Pentagon-Papiere eben doch mehr eine Sache der New York Times gewesen seien als der Washington Post. Nur hatte erstere aber keine Frau an der Spitze. Susanne Ostwald von der Neuen Zürcher Zeitung sagt über das Ergebnis, das kluge, dialogstarke Drehbuch mache deutlich, welchen menschlichen wie politischen Dilemmata sich Graham stellen musste, denn ihr persönlicher Freund Robert McNamara war der damalige Verteidigungsminister und hatte daher die Pentagon-Papiere zu verantworten.
Meryl Streep übernahm die Rolle der Verlegerin und späteren Pulitzerpreisträgerin Kay Graham. Tom Hanks spielt Ben Bradlee, einen Journalisten, der Vice President der Washington Post und in seiner Zeit als Chefredakteur an der Veröffentlichung der Pentagon-Papiere beteiligt war. Für den Film standen Streep und Hanks das erste Mal gemeinsam vor der Kamera. Alison Brie spielt Lally Weymouth, einen Senior Associate Editor der Washington Post, und Carrie Coon stellt Meg Greenfield dar, eine Journalistin und Pulitzer-Preisträgerin, die ebenfalls für die Washington Post tätig war. John Rue spielt den Journalisten und Menschenrechtsaktivisten Eugene Patterson, der 1967 mit dem Pulitzer-Preis ausgezeichnet worden war. Phil Geyelin wird von David Cross verkörpert.
Bruce Greenwood übernahm die Rolle von Robert McNamara, einem Manager und Politiker, der 1960 der erste Präsident der Ford Motor Company wurde, welcher nicht aus der Familie Ford stammte, und der von 1961 bis 1968 US-Verteidigungsminister und von 1968 bis 1981 Präsident der Weltbank war. Brent Langdon spielt den Unternehmer und Wirtschaftsmanager Paul Ignatius, der unter anderem Secretary of the Navy war. Der Aktivist und Militäranalyst Daniel Ellsberg, der – bei der RAND Corporation angestellt – die Pentagon Papers veröffentlichte, wird von Matthew Rhys verkörpert. Bob Odenkirk spielt den armenisch-US-amerikanischen Journalisten Ben Bagdikian, einen Medienkritiker, der von dem Whistleblower Teile der Pentagon Papers erhalten hatte. Sarah Paulson übernahm die Rolle von Tony Bradlee, Jesse Plemons spielt Roger Clark und Bradley Whitford mimt Arthur Parsons. In einer kleinen Nebenrolle ist auch Spielbergs Tochter Sasha zu sehen.

### Dreharbeiten, Ausstattung und Sounddesign

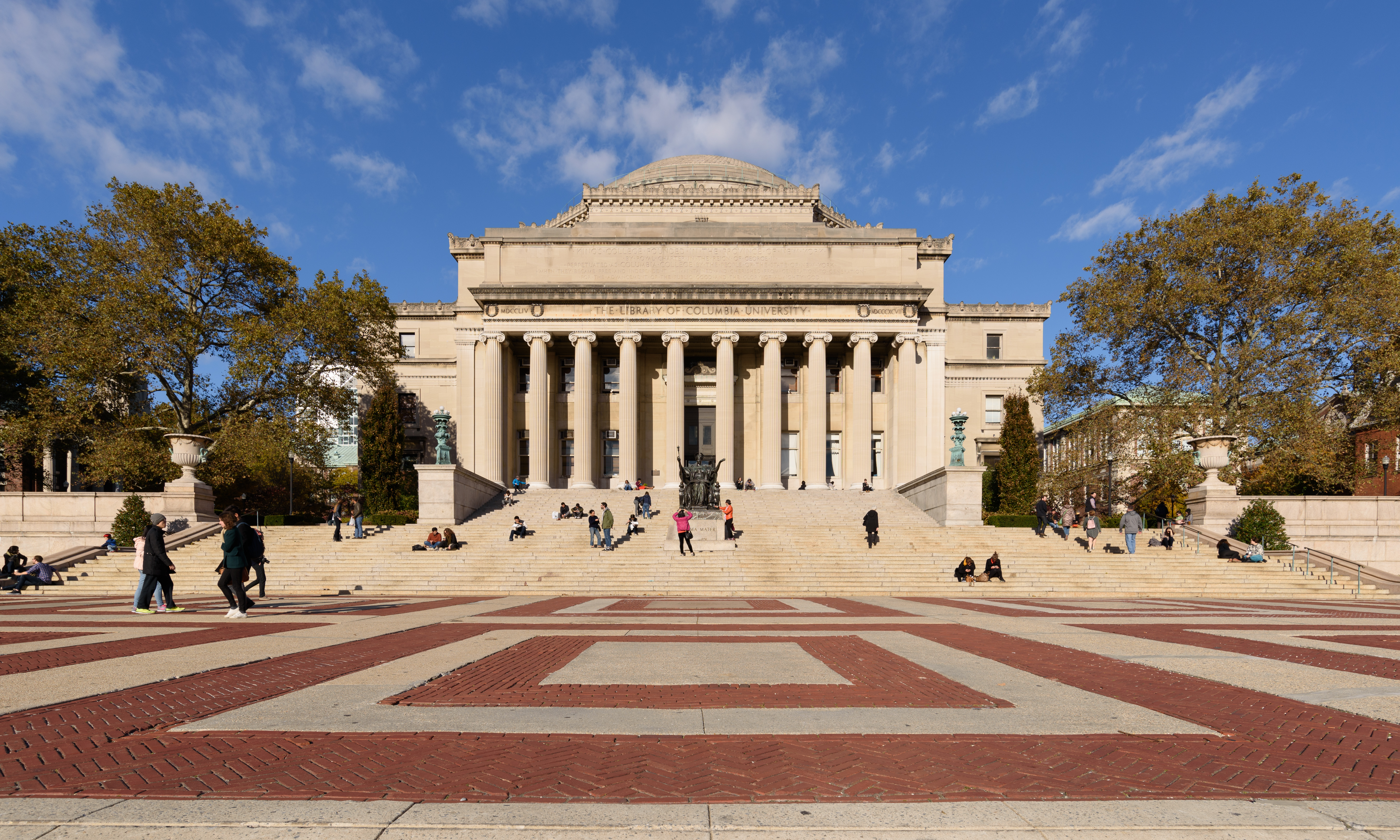
Columbia University in Manhattan, Drehort im Juli 2017

Die Dreharbeiten begannen am 30. Mai 2017 in New York. Im Juli 2017 wurde an der Columbia University in Manhattan gedreht. Weitere Aufnahmen entstanden am Iona College in New Rochelle und in White Plains. Im Juli 2017 waren die Dreharbeiten beendet.
Das Szenenbild schuf Rick Carter gemeinsam mit Rena DeAngelo. Als Kameramann fungierte Janusz Kamiński. Als Matthew Rhys im Film in der Rolle des Militärexperten Daniel Ellsberg die besagten Verschlusssachen kopiert, schaut die Kamera aus der Perspektive des Geräts auf die Seiten. Zum Umstand, dass hierdurch auch der Zuschauer diesen Blickwinkel teilt, bemerkt Daniel Haas von Zeit Online: „Wir selbst sind das Mittel der Aufklärung, unser Blick soll so mutig und so exakt sein wie das Instrument, das die Geheimnisse registriert.“ Weiter bemerkt Haas, wenn die Kamera die Menschen von oben herab filmt, was oft geschehe, wirke dies, als würden sie überwacht oder von einer Drohne ausspioniert.
Die Süddeutsche Zeitung bemerkt zu Kamińskis Arbeit, die Regierungsgebäude seien von unten gefilmt und wirkten erdrückend in ihrer Macht, und die Menschen, die es mit dieser Macht aufnehmen wollen, wirkten winzig wie Ameisen. Weiter heißt es dort: „Manchmal sieht man in ‚The Post‘ das Weiße Haus von außen, die Kamera tastet sich an die Fenster heran, und dazu hört man das Zischen von Nixon, der schwört, dass er all dem ein Ende machen wird, oder flucht, dass keiner von der Post hier je wieder einen Fuß hineinsetzen wird. Es ist Nixons echte Stimme, die man da hört, kleine Schnipsel aus den Bandaufnahmen, die er besessen anfertigen ließ von allen Gesprächen in seinem Büro.“

### Filmmusik und Veröffentlichung
Im Juli 2017 wurde bekannt, dass John Williams die Filmmusik komponieren soll, mit dem Spielberg in der Vergangenheit schon viele Male zusammengearbeitet hatte. Williams sollte ursprünglich die Musik für Spielbergs Film Ready Player One komponieren, aufgrund von zeitlichen Überschneidungen der Produktionsprozesse beider Filme übernahm Alan Silvestri jedoch die Arbeit an letzterem. Es handelt sich um die 28. Zusammenarbeit von Williams und Spielberg. Der Soundtrack zum Film wurde am 12. Januar 2018 von Sony Masterworks auf CD veröffentlicht.
Am 7. Dezember 2017 wurde der Film in New York den Mitgliedern der Academy of Motion Picture Arts and Sciences vorgestellt. Der Film kam am 22. Dezember 2017 in ausgewählte US-amerikanische Kinos und am 22. Februar 2018 in die deutschen Kinos.

## Rezeption

### Kritiken und Einspielergebnis
Bisher hat der Film bei Rotten Tomatoes einen Score von 88 Prozent und wurde hierbei mit durchschnittlich 7,9 von 10 möglichen Punkten bewertet (Stand 4. November 2021).
Simon Strauss von der Frankfurter Allgemeinen Zeitung meint, das Beeindruckende an Steven Spielbergs Film sei, dass er über die Dauer von mehr als zwei Stunden eine ungeheure Spannung erzeuge, ohne dass im herkömmlichen Sinne viel passiere: „Keine Gewalt, kein Sex, nicht mal eine lange pathetische Rede – alles, was man sieht, sind Menschen, denen langsam ihre Verantwortung bewusst wird, die begreifen, welche Folgen ihr Handeln oder Nichthandeln haben wird. Um deutlich zu machen, was hier auf dem Spiel steht, reicht Spielberg eine Geräuschkulisse aus anschlagenden Schreibmaschinen, knackenden Telefonleitungen und rauschenden Radionachrichten aus.“ Dazu kämen knappe, treffsichere Dialoge und die sehr sparsame, aber ungemein präzise Mimik von Meryl Streep und Tom Hanks, so Strauss weiter. Dem Regisseur gelinge es, diese folgenreiche Pressegeschichte so zu erzählen, dass sie keinerlei historische Patina habe, und in keinem Moment könne man sich ihr mit wohligem historischen Distanzgefühl entziehen, so Strauss, auch wenn im Film ein redigierter Artikel mit der Rohrpost geschickt wird oder Münzgeld neben einem Telefonhörer liegt: „Das alles könnte hier und jetzt passieren, im Redaktionsgebäude einer türkischen Oppositionszeitung, im Schlafzimmer einer russischen Bloggerin oder sogar im leitenden Redakteursbüro des ZDF-Nachrichtenstudios. Entscheidungen um der Freiheit von Presse und Öffentlichkeit willen werden nach wie vor getroffen.“

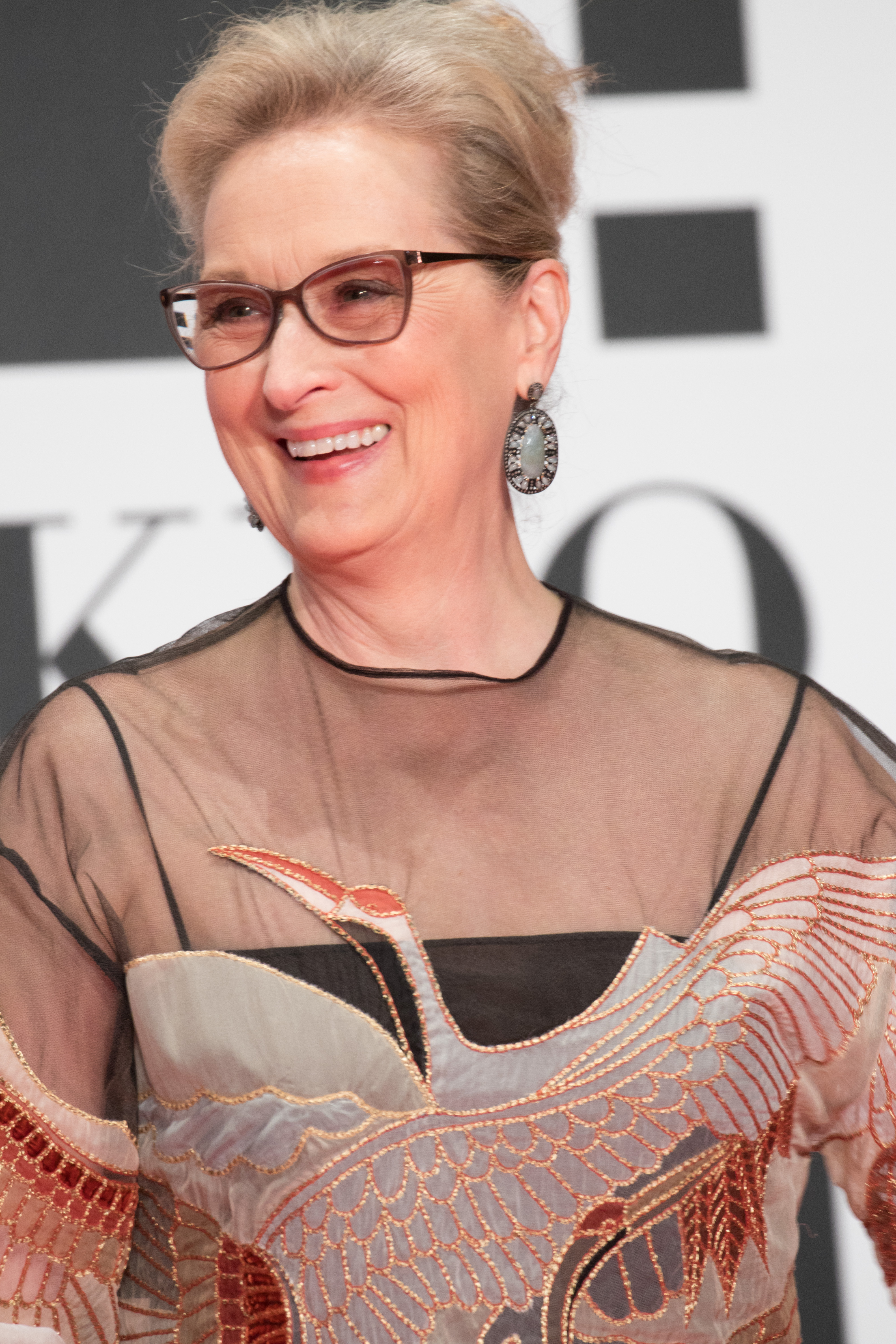
Meryl Streep ist nach ihrer Rolle in Florence Foster Jenkins in Die Verlegerin ein zweites Mal in Folge in der Titelrolle in einem Biopic zu sehen

Jonathan Pile vom Filmmagazin Empire ist der gleichen Ansicht und sagt, auch wenn vor fast einem halben Jahrhundert angesiedelt, dennoch in den heutigen Fake-News-Zeiten bemerkenswert vorausschauend, sei The Post eine einnehmende und meisterhaft gespielte Geschichte, die sich sicher im Oscar-Rennen wiederfinden werde.
Susanne Ostwald von der Neuen Zürcher Zeitung sagt, viele neue amerikanische Filme würden im Lichte der Präsidentschaft Donald Trumps betrachtet, ob das nun von ihren Machern beabsichtigt war oder interpretatorisch sinnfällig ist. Im Fall von Spielbergs neuem Film aber sei seine zeitkritische Intention offenkundig, so Ostwald weiter, und es verhalte sich so wie stets in seinem filmischen Schaffen: „Nimmt er sich eines historischen Stoffes an, so hat dieser in seiner Darstellung immer etwas über die Gegenwart zu sagen. Das Politische ist aus dem Schaffen Spielbergs, der stets die Demokraten unterstützt hat, nicht wegzudenken, auch wenn es sich in den Mantel kinematografisch betörender Inszenierungskunst hüllt.“
Tim Slagman vom Filmdienst sagt, Streep verleihe Kay Graham eine Sanftheit, die alle Unsicherheit, alles Entsetzen und nervöse Zucken mit Würde auflade: „Streeps Blick erfriert und flackert, sie nuschelt und stammelt noch, als sie die Entscheidung fällt, das Dossier zu veröffentlichen. Sie bildet das emotionale Zentrum eines Films.“
Christoph Schröder von Zeit Online meint, der Film nehme sich erfreulich viel Zeit, und jeder Anflug von nationalem Pathos werde mit Ironie konterkariert. Meryl Streep als Kay Graham verkörpere eine Frau, deren Verunsicherung im gleichen Maß schwinde, wie ihren Entscheidungen Widerstand entgegengesetzt werde, so Schröder. Er resümiert, dass die Überraschung des Films nicht in seinem Ausgang bestehe, sondern darin, dass Spielberg ihn auf eine doppelte Charakterstudie konzentriert habe, anstatt ihn „zu einem verlogenen Epos aufzublasen“. Sein Kollege Daniel Haas meint, Spielberg habe einen großartigen Film über die Zeitung als vierte Gewalt gedreht, und Reporter weltweit würden das Werk mit Tränen der Rührung sehen.
Den Produktionskosten von rund 50 Millionen US-Dollar stehen bislang weltweite Einnahmen aus Kinovorführungen in Höhe von 177,7 Millionen US-Dollar gegenüber. In Deutschland verzeichnete der Film ca. 1,2 Millionen Kinobesucher.

### Einsatz im Unterricht
Das Onlineportal kinofenster.de empfiehlt den Film für die Unterrichtsfächer Englisch, Geschichte, Politik, Sozialkunde und Deutsch und bietet Materialien zum Film für den Unterricht. Dort schreibt Philipp Bühler, interessant werde Die Verlegerin vor allem durch zahlreiche aktuelle Anknüpfungspunkte, die im Politik- und Sozialkundeunterricht diskutiert werden können: „Die Kontrollgewalt unabhängiger Medien als vierte Gewalt im Staat, vom Film vehement eingefordert, wird heute oft infrage gestellt. Für sorgfältige journalistische Recherchen und die investigative Enthüllung politischer und wirtschaftlicher Fehlentwicklungen (‚Panama Papers‘) fehlen offenbar häufig die finanziellen oder personellen Mittel. Auch für die juristisch prekäre Situation sogenannter Whistleblower liefert der Film gutes Anschauungsmaterial.“ Die Hauptfigur Katharine Graham schließlich sei ein hervorragendes Beispiel für die Diskriminierung, der Frauen selbst in Führungspositionen bis heute ausgesetzt sind, so Bühler weiter. Im Frühjahr 2019 wurde der Film im Rahmen der SchulKinoWochen in Nordrhein-Westfalen vorgestellt.

### Auszeichnungen
Im Folgenden eine Auswahl von Nominierungen und Auszeichnungen im Rahmen weiterer Filmpreise.
Art Directors Guild Awards 2018
- Nominierung für den Excellence in Production Design Award in der Kategorie Period Film (Rick Carter)[37]

Critics’ Choice Movie Awards 2018
- Nominierung als Bester Film
- Nominierung für die Beste Regie (Steven Spielberg)
- Nominierung für das Beste Drehbuch (Liz Hannah und Josh Singer)
- Nominierung als Beste Hauptdarstellerin (Meryl Streep)
- Nominierung als Bester Hauptdarsteller (Tom Hanks)
- Nominierung für den Besten Schnitt (Michael Kahn und Sarah Broshar)
- Nominierung für die Beste Filmmusik (John Williams)
- Nominierung als Bestes Schauspielensemble[38]

Eddie Awards 2018
- Nominierung für den Besten Filmschnitt – Drama (Michael Kahn und Sarah Broshar)[39]

Golden Globe Awards 2018
- Nominierung als Bester Film
- Nominierung für die Beste Regie (Steven Spielberg)
- Nominierung für das Beste Drehbuch
- Nominierung als Bester Hauptdarsteller (Tom Hanks)
- Nominierung als Beste Hauptdarstellerin (Meryl Streep)
- Nominierung für die Beste Filmmusik

National Board of Review Awards 2017
- Auszeichnung als Bester Film
- Auszeichnung als Bester Hauptdarsteller (Tom Hanks)
- Auszeichnung als Beste Hauptdarstellerin (Meryl Streep)[40]

Oscarverleihung 2018
- Nominierung als Bester Film
- Nominierung als Beste Hauptdarstellerin (Meryl Streep)

Producers Guild of America Awards 2018
- Nominierung als Bester Film (Amy Pascal, Steven Spielberg und Kristie Macosko Krieger)

## Synchronisation
Die deutsche Synchronisation entstand nach einem Dialogbuch von Klaus Bickert und der Dialogregie von Norman Matt im Auftrag der FFS Film- & Fernseh-Synchron.
| Darsteller              | Synchronsprecher      | Rolle               |
| ----------------------- | --------------------- | ------------------- |
| Meryl Streep            | Dagmar Dempe          | Kay Graham          |
| Tom Hanks               | Joachim Tennstedt     | Ben Bradlee         |
| Sarah Paulson           | Ulrike Stürzbecher    | Tony Bradlee        |
| Michael Stuhlbarg       | Axel Malzacher        | Abe Rosenthal       |
| David Costabile         | Till Hagen            | Art Buchwald        |
| Bob Odenkirk            | Stephan Schwartz      | Ben Bagdikian       |
| Matthew Rhys            | Norman Matt           | Daniel Ellsberg     |
| Deirdre Lovejoy         | Harriet Kracht        | Debbie Regan        |
| Stark Sands             | Ricardo Richter       | Don Graham          |
| Stephen Mailer          | Viktor Neumann        | Exchange President  |
| Peter Van Wagner        | Frank Ciazynski       | Harry Gladstein     |
| Shaun O’Hagan           | Peter Reinhardt       | Harry Rowen         |
| Harry S. Truman         | Matthias Klages       | Harry S. Truman     |
| Michael Cyril Creighton | Tobias Nath           | Jake                |
| Christopher Innvar      | Leon Boden            | James Greenfield    |
| Jessie Mueller          | Julia Kaufmann        | Judith Martin       |
| Jennifer Dundas         | Cathlen Gawlich       | Liz Hylton          |
| Austyn Johnson          | Jada Zech             | Marina Bradlee      |
| Coral Peña              | Alice Bauer           | Nancy               |
| Francis Dumaurier       | Patrice Luc Doumeyrou | Oberkellner         |
| Brent Langdon           | Pierre Peters-Arnolds | Paul Ignatius       |
| Curzon Dobell           | Martin Umbach         | Richard Nixon       |
| Gannon McHale           | Rainer Doering        | Richter Gurfein     |
| Bruce Greenwood         | Tom Vogt              | Robert McNamara     |
| James Riordan           | Jens-Uwe Bogadtke     | Vice Admiral Blouin |
| Walter Cronkite         | Lutz Riedel           | Walter Cronkite     |